# CryoSat
CryoSat is een wetenschappelijke aardobservatiesatelliet en is een van de Earth Explorer Opportunity-missies uit het Living Planet-programma van ESA. Het doel van deze missie is het meten van veranderingen in de dikte van de voornaamste ijslagen op aarde, zowel op land als op zee, in de noordelijke en zuidelijke poolgebieden, en dit met een hoge nauwkeurigheid en gedurende ten minste drie jaar. De metingen gebeuren met een radar-hoogtemeter. Deze gegevens moeten bijdragen aan de studie van de opwarming van de Aarde.

## CryoSat-1
De oorspronkelijke CryoSat (later ook CryoSat-1 genoemd) ging verloren kort na de lancering op 8 oktober 2005 vanop Kosmodroom Plesetsk. De tweede en derde trap van de Rokot-KM-draagraket gingen niet los van elkaar, waarna ze samen met de satelliet in de Noordelijke IJszee neerstortten. De oorzaak bleek een fout in de software voor de raketbesturing te zijn.

## CryoSat-2

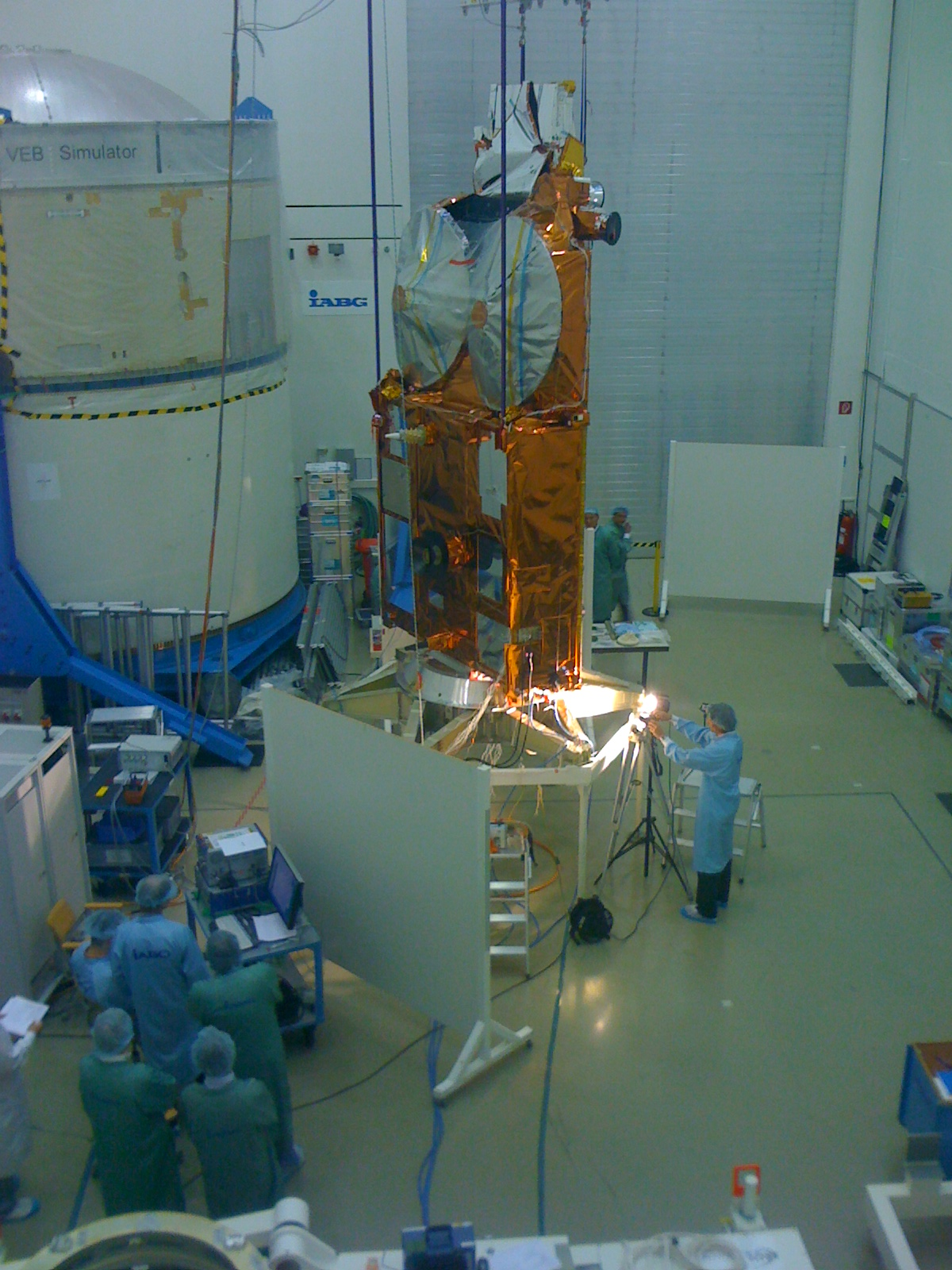
CryoSat-2 tijdens tests bij IABG in Ottobrunn.

Omwille van het wetenschappelijke belang van de missie besloot ESA daarop om een tweede CryoSat te lanceren, de CryoSat-2 die op enkele aanpassingen na gelijk is aan de oorspronkelijke CryoSat en die eveneens door EADS Astrium is gebouwd. CryoSat-2 is met succes gelanceerd op 8 april 2010 vanop Kosmodroom Bajkonoer in Kazachstan met een DNEPR-1 draagraket. De eerste wetenschappelijke gegevens afkomstig van CryoSat-2 werden op 20 juli 2010 aan wetenschappers verspreid in het kader van de calibratie en validatie van de satelliet. Daarvoor worden de metingen van de satelliet vergeleken met gelijktijdig uitgevoerde metingen op de grond en vanuit vliegtuigen.

## Kenmerken van CryoSat-2[2]
- Afmetingen: lengte 4,6 meter; breedte 2,34 m
- Gewicht bij lancering: 720 kg
- Instrumenten:
  - Het instrument waarmee de dikte van ijslagen wordt bepaald heet SIRAL (SAR/Interferometric Radar Altimeter). Het heeft een verticale nauwkeurigheid van 1 tot 3 centimeter en een horizontale resolutie van ongeveer 300 m. De satelliet zal een gegeven plaats verschillende malen overvliegen, zodat de metingen veranderingen in de dikte aan het licht kunnen brengen.
  - Voor de nauwkeurige positiebepaling heeft de satelliet een radio-ontvanger DORIS (Doppler Orbitography and Radiopositioning Integrated by Satellite) en een LRR (Laserretroreflector) aan boord.
- Omloopbaan: De satelliet heeft een niet-zonsynchrone, lage omloopbaan op 724 km hoogte met een inclinatie van 92°. Deze ongewoon hoge inclinatie is gekozen om de poolgebieden optimaal te kunnen observeren.